# Agrostophyllinae
Sous-tribu
Les Agrostophyllinae sont une sous-tribu d'orchidées.
Le taxon contient deux genres et compte une centaine d'espèces.

## Description
Ce sont des orchidées épiphytes.

## Répartition
On trouve les espèces dans la zone indo-pacifique.

## Liste des genres
- Agrostophyllum
- Earina

## Publication originale
- (pl) Dariusz Szlachetko, Fragmenta Floristica et Geobotanica. Materially Floristiczne i Geobotaniczne, Cracovie, Supp. 3, 1995, p. 66.